# Ágar Sabouraud

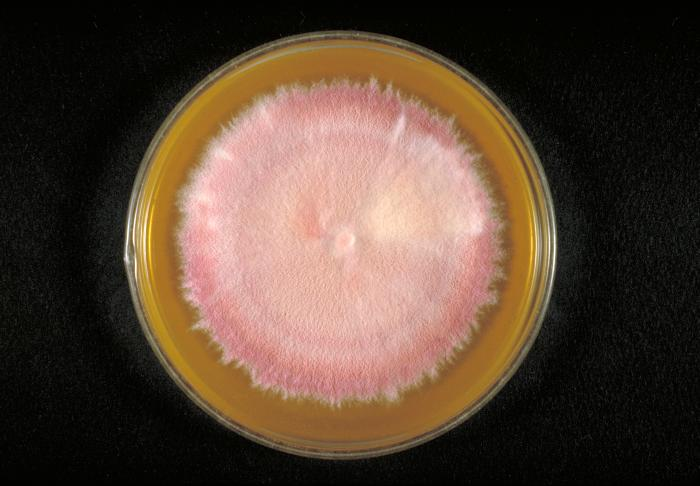
Trichophyton terrestre em ágar Sabouraud

O ágar Sabouraud é um tipo de  ágar que contém peptonas. Ele é utilizado para cultivo de dermatophytes e outros tipos de fungo, podendo ser usado também para bactérias filamentosas como Nocardia.

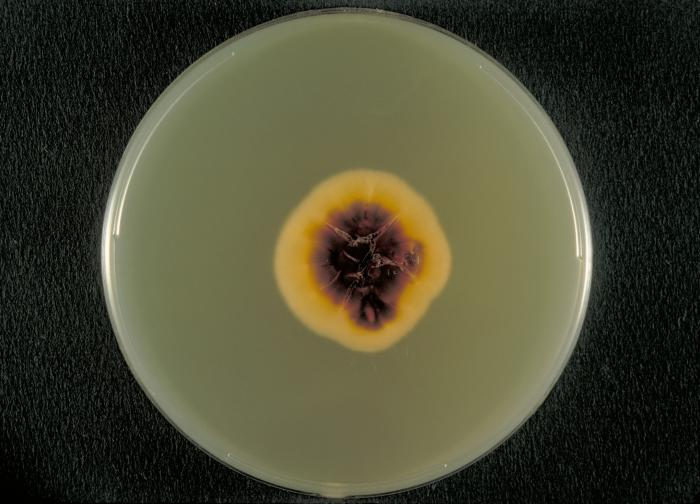
Vista do verso de uma placa de ágar Sabouraud com colônia de Trichophyton rubrum var. rodhaini.

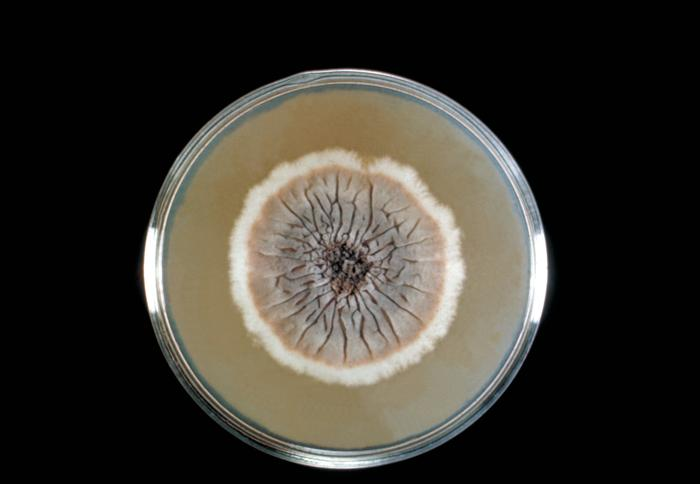
Sporothrix schenckii em ágar Sabouraud

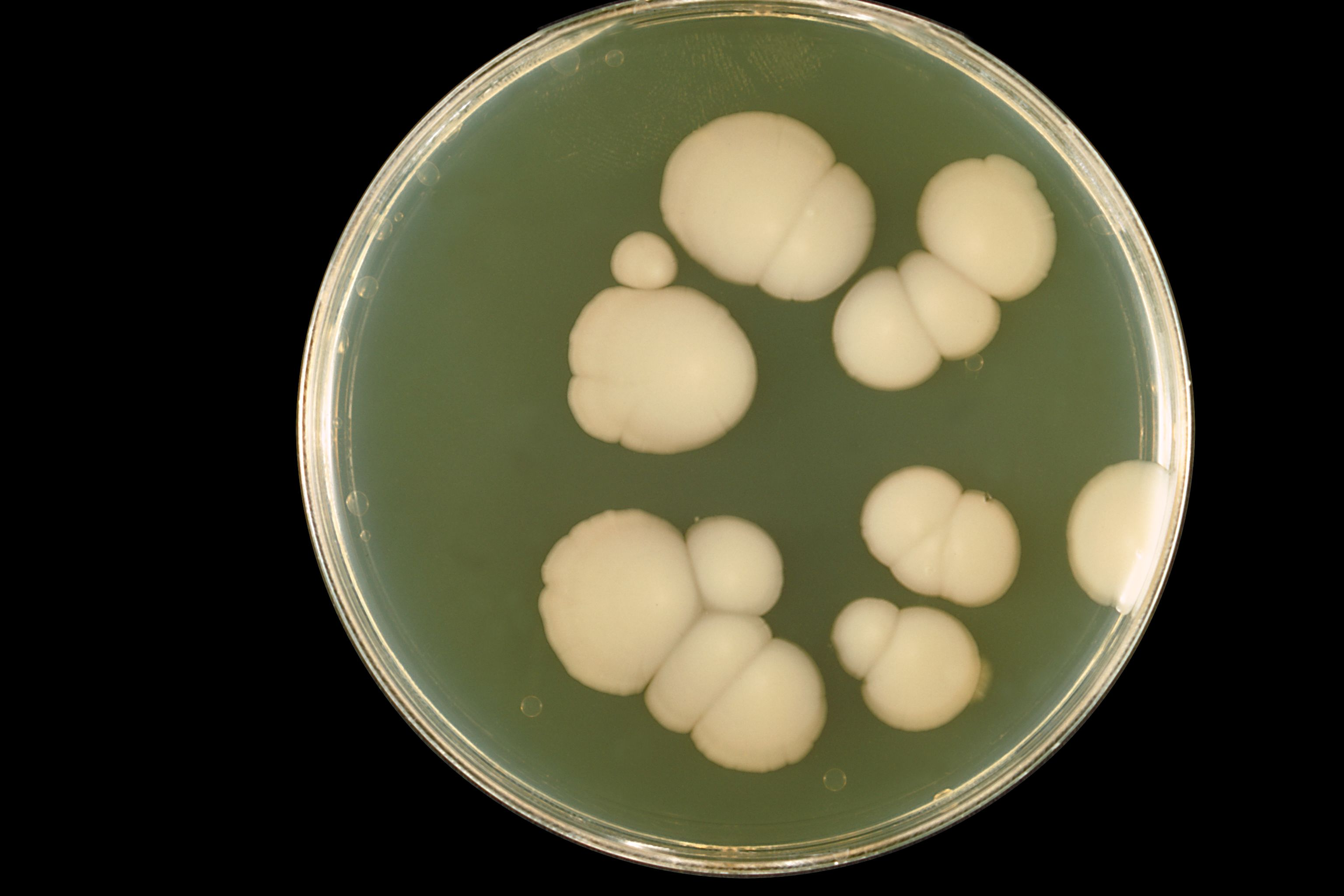
Candida albicans em ágar Sabouraud

Ele foi criado por Raymond Sabouraud em 1892. Mais tarde, Chester W. Emmons modificou a fórmula, ajustando o  pH para uma concentração mais neutra e abaixando a concentração de dextrose para permitir o crescimento de mais fungos. O pH de 5.6 pH do ágar Sabouraud na formulação original inibe crescimento bacteriano.

## Composição típica
O ágar Sabouraud típico contém:
- 40 g/L dextrose
- 10 g/L peptona
- 20 g/L agar
- pH 5.6